# The Wool Store
Das lokal unter dem Namen The Wool Store bekannte Bauwerk ist eine denkmalgeschützte ehemalige Lagerhalle (Denkmalnummer 5837), die sich am North Wall Quay in Dublin befindet. Sie wurde um 1850 als Hafenanlage gebaut, später jedoch durch einen Anbau an den angrenzenden Bahnhof CIÉ Goods Depot angegliedert. Die Bahnhofsgesellschaft nutzte das unterste von drei Stockwerken ehemals als Stall. Heute steht die Halle leer.